# Патрісія Сампаю
Патрісія Сампаю (порт. Patrícia Fernandes Sampaio; 30 червня 1999, Томар, Португалія) — португальська дзюдоїстка, бронзова призерка Олімпійських ігор 2024 року, призерка чемпіонату Європи.

## Виступи на Олімпіадах
| Олімпіада  | Дисципліна | Місце |
| ---------- | ---------- | ----- |
| Токіо 2020 | до 78 кг   | 9     |
| Париж 2024 | до 78 кг   | 3     |

## Зовнішні посилання
- Патрісія Сампаю на сайті International Judo Federation (англійська)
- Патрісія Сампаю на сайті JudoInside.com (англійська)
- Патрісія Сампаю на сайті AllJudo.net (французька)
- Патрісія Сампаю на сайті Olympics.com (англійська)
- Патрісія Сампаю на сайті Olympedia (англійська)